# Richard Sipe
A. W. Richard Sipe (Robbinsdale, 11 dicembre 1932 – La Jolla, 8 agosto 2018) è stato un presbitero, psicoterapeuta e scrittore statunitense.

## Biografia
Divenne monaco benedettino nel 1953, nel 1959 fu ordinato prete. Dopo aver servito la Chiesa cattolica per 18 anni, lascia l'abito talare nel 1970, con il permesso della gerarchia romana. Sposato da 35 anni, ha un figlio. Attualmente dedica la sua ricerca completamente allo studio della sessualità e del celibato dei preti e vescovi cattolici. Autore di sei libri dal 1988 al 2006, Richard Sipe è stato consulente in 250 casi processuali di abuso di minori da parte di preti negli Stati Uniti e nel Canada.
Nel suo libro Mondo segreto: sessualità e indagine sul celibato, Sipe conduce una approfondita analisi scientifica del comportamento sessuale dei preti cattolici e dei loro superiori. Analizza 1500 interviste (eseguite nel periodo dal 1960 al 1985), da cui risulta che il 6% dei preti ha rapporti con minori, il 20-25% frequenta sessualmente donne e il 15% uomini.

## Nel cinema
La ricerca di Sipe e il suo libro Sex, Priests and Power sono esplicitamente menzionati nel film Il caso Spotlight, come cruciali nell'inchiesta-premio Pulitzer del Boston Globe (2002) riguardo preti pedofili ed il decennale insabbiamento dei crimini da questi commessi da parte dei cattolici dell'arcidiocesi romana di Boston. Il libro del 1995 infatti appare nel film nella sua edizione con la rilegatura rossa quando la squadra investigativa incontra la prima volta una vittima, Phil Saviano (fondatore di SNAP, acronimo di Survivors Network of those Abused by Priests).
Come cameo non accreditato, l'attore Richard Jenkins ha interpretato la voce di Sipe in tre telefonate nel film, tutte basate su conversazioni realmente avvenute con i giornalisti di Spotlight, compresa la teleconferenza che rappresenta un punto di svolta nelle indagini in quanto Sipe confuta il numero dei preti potenzialmente coinvolti, alzando la stima dei comportamenti pedofili tra sacerdoti fino al 6%, ipotesi che viene poi verificata da successive ricerche della squadra investigativa.